# Villa Necchi Campiglio
La Villa Necchi Campiglio est une demeure historique de Milan.
La conception rigoureuse des lignes et des surfaces qui caractérise également l'environnement extérieur de la villa est tributaire du rationalisme alors naissant, tandis que les intérieurs sont caractérisés par des éléments art déco.

## Histoire
La villa a été construite entre 1932 et 1935 par l'architecte italien Piero Portaluppi, pour Angelo Campiglio, son épouse Gigina Necchi et sa belle-sœur Edda Necchi (héritières des usines de machine à coudre Necchi à Pavie).
Elle disposait dès l'origine d'aménagement très en avance sur son temps (chauffage central intégré, court de tennis couvert, piscine chauffée, salle de projection).
L'ameublement Art déco de la Villa (conçu en partie par Portaluppi) a été conservé en grande partie, et a bénéficié des donations des collections d’œuvres d'art de Claudia Gian Ferrari et de Alighero et Emilieta de Michelis.

## La villa aujourd'hui
La villa est la propriété du Fondo Ambiente Italiano depuis 2001 et est ouverte au public depuis mai 2008 dans le cadre de tours guidés.
La villa conserve des œuvres de Umberto Boccioni, Adolfo Wildt, Giorgio De Chirico, Filippo De Pisis, Arturo Martini.

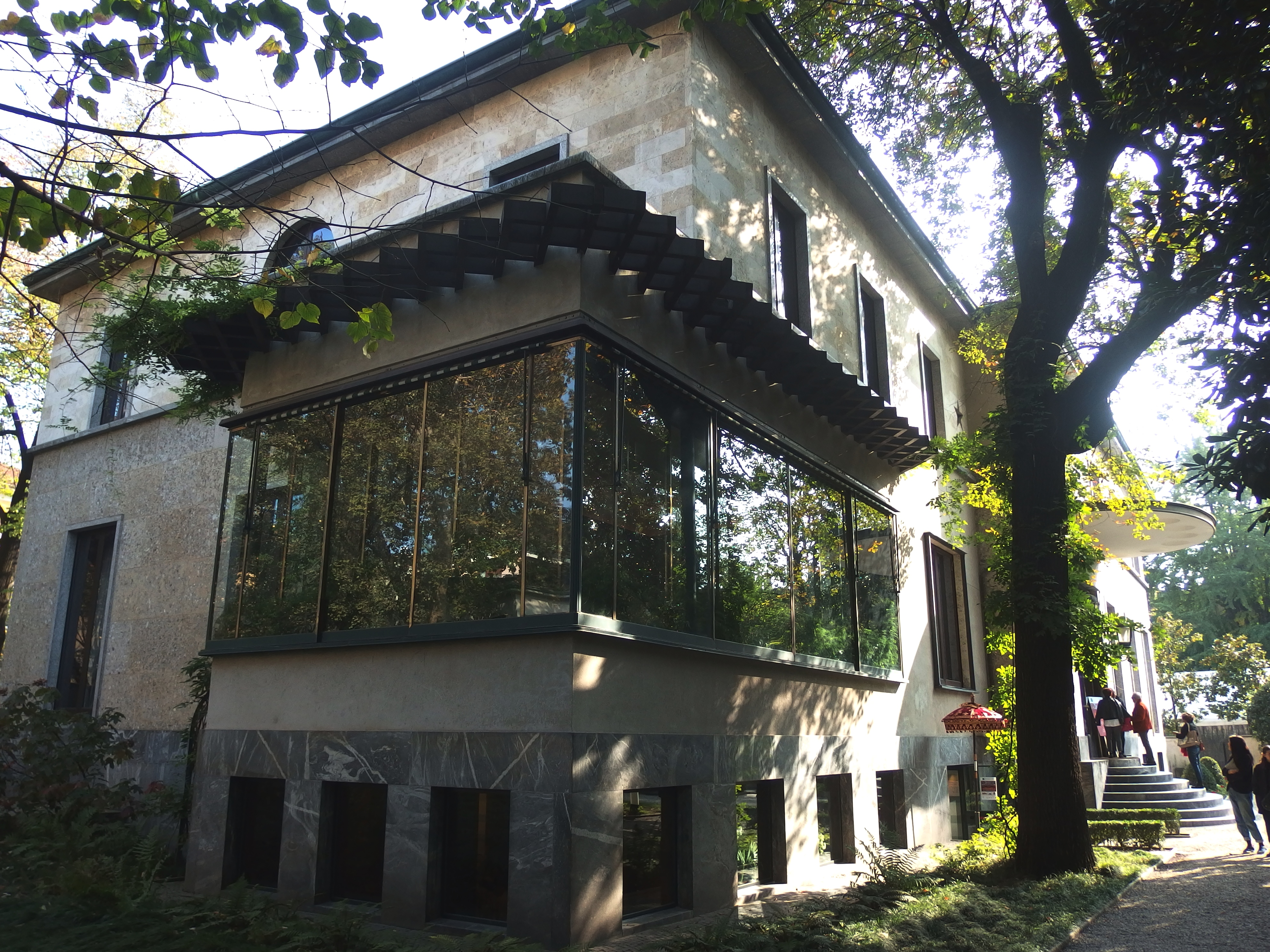

## La villa au cinéma
- Le film Amore (2009) a été tourné dans la villa.
- La villa (extérieur et intérieur) apparaît dans le film House of Gucci (2021).